# Siméticone
La siméticone (noms commerciaux Imonogas,  Elugan, Endo-Paractol, Espumisan, Imogas, Lefax, Flatulex , etc.) est une silicone utilisée dans les pansements gastriques favorisant l'évacuation des gaz intestinaux.
Elle est l'association du diméticone et de la silice.
C'est une molécule inerte qui ne possède donc pas de propriétés pharmacologiques. Elle agit par modification de la tension superficielle des bulles de gaz et permet ainsi leur coalescence.

## Variant
Ce médicament est commercialisé aussi sous le nom de Météoxane (e.g. par Alfa Wassermann Pharma) en combinaison avec phloroglucinol hydraté (Viz. Notice dans l'emballage de médicament).
Ce médicament existe aussi sous le nom de Météospasmyl en association avec du citrate d'alvérine (un anti-spasmodique)